# Paris–Reims
Das Straßenradrennen Paris–Reims war ein französischer Radsportwettbewerb für Berufsfahrer, der als Eintagesrennen von 1914 bis 1946 veranstaltet wurde.

## Geschichte
1914 wurde das Rennen begründet, der erste Sieger ist unbekannt. Zeitweise trug es den Namen „Trophée Durolumin“. Organisiert wurde das Rennen von den Vereinen „Bicycle Club Rémois“ und dem „Vélo Club de Levallois“. Während des Zweiten Weltkriegs ersetzte Paris–Reims für zwei Jahre Paris–Roubaix. Der Kurs führte von der französischen Hauptstadt Paris nach Reims in der Champagne in der Region Champagne-Ardenne, heute Grand Est.

## Palmarès
- 1914  unbekannt
- 1921  Robert Reboul
- 1922  Georges Cuvelier
- 1923  Paul Lesault
- 1924  Georges Leblanc
- 1925  Georges Wambst
- 1926  André Aumerle
- 1927  René Brossy
- 1928  Aimé Trantoul
- 1929  Roger Renaud
- 1930  René Le Grevès
- 1931  René Le Grevès
- 1932  Lucien Weiss
- 1933  Jean Goujon
- 1934  Étienne Parizet
- 1935  Rémi Royer
- 1936–1940 nicht ausgetragen
- 1941  Jules Rossi
- 1942  Émile Idée
- 1943  Jules Rossi
- 1944 nicht ausgetragen
- 1945  Fermo Camellini
- 1946  Louis Caput